# Richard Kiprono
Richard Kiprono Maiyo (1975) is een Keniaans langeafstandsloper, die is gespecialiseerd in de halve marathon en de marathon. Hij won verschillende wegwedstrijden.
Op 11 maart 2001 won Richard Kiprono de twintig van Alphen in 58.15. In 2003 liep hij de marathon van Eindhoven in 2:19.23 en werd hiermee negentiende. Zijn persoonlijk record van 2:09.47 op de marathon liep hij een jaar later bij de marathon van Capri waarmee hij een tweede plaats behaalde. Datzelfde jaar won hij de halve marathon van Eldoret in 1:01.25,4.

## Persoonlijke records
| Onderdeel       | Prestatie | Datum           | Plaats   |
| --------------- | --------- | --------------- | -------- |
| 15 km           | 43.23     | 27 juli 2008    | New York |
| 10 Engelse mijl | 46.13     | 3 juni 2001     | Tilburg  |
| halve marathon  | 1:01.26   | 25 januari 2004 | Eldoret  |
| marathon        | 2:09.47   | 17 oktober 2004 | Carpi    |

## Palmares

### 10 km
- 2001:  Tour de Dudelange - 29.23
- 2001:  Lunéville - 29.46
- 2001:  Paderborner Osterlauf - 28.34
- 2001:  Kö-Lauf in Düsseldorf - 28.54
- 2001:  Oelder Citylauf - 29.01
- 2001:  Citylauf Speicher - 28.59
- 2001: 5e Corrida de Houilles - 28.59
- 2002:  Chenove - 30.13
- 2002:  Düsseldorfer Brückenlauf - 31.51
- 2004: 5e Strasbourg - 29.27

### 15 km
- 2001:  Voisin le Bretonneux - 44.29

### 10 Eng. mijl
- 2001:  Brabants Dagblad Tilburg - 46.13

### 20 km
- 2001:  20 van Alphen - 58.15

### halve marathon
- 2000:  Route du Vin - 1:02.28
- 2001:  halve marathon van Praag - 1:02.10
- 2001:  halve marathon van Marcq en Bareuil - 1:04.08
- 2001:  halve marathon van Dombasle sur Meurthe - 1:05.19
- 2001:  halve marathon van Duiven - 1:02.44
- 2002:  halve marathon van Paderborn - 1:02.48
- 2002:  halve marathon van Duiven - 1:04.50
- 2004:  halve marathon van Thionville - 1:04.58

### marathon
- 2003: 19e marathon van Eindhoven - 2:19.25
- 2004:  marathon van Bregenz - 2:16.43
- 2004:  marathon van Capri - 2:09.47
- 2005:  Marathon van Brescia - 2:11.47
- 2005: 5e marathon van Wenen - 2:15.57
- 2005:  marathon van Graz - 2:14.34,1
- 2006: 7e marathon van Wenen - 2:14.17
- 2006:  marathon van Graz - 2:15.54,4
- 2007:  marathon van Debrecen - 2:11.52
- 2007:  marathon van Venetië - 2:13.31
- 2008: 7e marathon van Wenen - 2:15.15
- 2008: 4e marathon van Ljubljana - 2:16.27
- 2009: 7e marathon van Düsseldorf - 2:14.10
- 2013: 26e marathon van Nairobi - 2:18.52

### veldlopen
- 2001: 4e Saint Priest Cross - 27.30
- 2001: 5e Cross des Mureaux in Les Mureaux - 27.17
- 2004:  Montée Internationale du Poupet in Salins les Bains - 1:01.41